# Зондерван, Ромео
Ромео Зондерван (нидерл. Romeo Zondervan; род. 4 марта 1959, Парамарибо) — нидерландский футболист, полузащитник. Прежде всего известный по выступлениям за клуб «Ипсвич Таун», а также за национальную сборную Нидерландов.

## Клубная карьера
Во взрослом футболе дебютировал в 1977 году выступлениями за команду клуба «АДО Ден Хааг», в которой провёл один сезон, принял участие в 39 матчах чемпионата и забил 1 гол.
С 1978 по 1983 год играл в составе команды клуба «Твенте» и в Англии, за «Вест Бромвич Альбион».
Своей игрой за последнюю команду привлёк внимание представителей тренерского штаба клуба «Ипсвич Таун», к составу которого присоединился в 1983 году. Сыграл за команду из Ипсвича следующие девять сезонов своей игровой карьеры. Большинство времени, проведённого в составе «Ипсвич Тауна», был игроком основного состава команды.
Завершил профессиональную игровую карьеру в клубе «НАК Бреда», за команду которого выступал на протяжении 1992—1995 годов.

## Выступления за сборную
В 1980 году дебютировал в официальных матчах в составе национальной сборной Нидерландов. В течение карьеры в национальной команде, которая длилась всего 2 года, провёл в форме главной команды страны только один официальный матч.
В составе сборной был участником чемпионата Европы 1980 года в Италии.

### Матчи Зондервана за сборную Нидерландов
| Матчи Зондервана за сборную Нидерландов | Матчи Зондервана за сборную Нидерландов | Матчи Зондервана за сборную Нидерландов | Матчи Зондервана за сборную Нидерландов | Матчи Зондервана за сборную Нидерландов | Матчи Зондервана за сборную Нидерландов |
| --------------------------------------- | --------------------------------------- | --------------------------------------- | --------------------------------------- | --------------------------------------- | --------------------------------------- |
| №                                       | Дата                                    | Соперник                                | Счёт                                    | Голы Зондервана                         | Соревнование                            |
| 1                                       | 22 февраля 1981                         | Кипр                                    | 3:0                                     | —                                       | Чемпионат мира 1982 (отбор)             |

Итого: 1 матч / 0 голов; 1 победа, 0 ничьих, 0 поражений.